# Angofa, Mureș
Angofa este o localitate componentă a municipiului Sighișoara din județul Mureș, Transilvania, România. Sat de dimensiune mică, așezare românească de oameni ai muncii agricole și animală cu un număr de în jur de 50 de locuințe ce datează de la sfârșitul secolului XVIII. Odată cu a doua revoluție industrială ce a cuprins și Transilvania la începutul secoulului XX, oamenii satului au început să se mute la Sighișoara datorită lipsei de curent electric și a infrastructurii, ori această migrație a culminat odată cu instalarea regimului comunist  în România iar satul a rămas complet abandonat când și casele au fost demontate, transportate și reconstruite unele pe actuala strada Română a orașului Sighișoara.
În prezent nu mai există nici un locuitor în Angofa iar singura clădire intactă este școala satului care a fost cumpărată și recondiționată de către Fundația Adept în anul 2016 și câteva căbănuțe sau șopruri împrăștiate pe alocuri lângă terenurile orășenilor unde ei mai continuă să-și lucreze pământul primăvara-toamna. Pe vasta câmpie a Angofei domină o floră și faună bogată specifică zonei care este păscută în mare parte de mai multiple turme de oi iar din anul 2018 o specie scoțiană de vită numită Angus și-a făcut apariția pe aceste meleaguri.
O multitudine de livezi de pruni îmbătrâniți împrejmuiește satul care este singura moștenire vie a Angofei de odinioară.